# Tricharina cretea
Tricharina cretea är en svampart som först beskrevs av Mordecai Cubitt Cooke, och fick sitt nu gällande namn av K.S. Thind & Waraitch 1971. Tricharina cretea ingår i släktet Tricharina och familjen Pyronemataceae.  Arten är reproducerande i Sverige. Inga underarter finns listade i Catalogue of Life.